# Athipattu
Athipattu é uma vila no distrito de Thiruvallur , no estado indiano de Tamil Nadu.

## Demografia
Segundo o censo de 2001,  Athipattu  tinha uma população de 8382 habitantes. Os indivíduos do sexo masculino constituem 50% da população e os do sexo feminino 50%. Athipattu tem uma taxa de literacia de 72%, superior à média nacional de 59.5%; com 56% para o sexo masculino e 44% para o sexo feminino. 11% da população está abaixo dos 6 anos de idade.